# Дулітл (фільм)
Дулітл (англ. The Voyage of Doctor Dolittle) — американська фантастична пригодницька кінокомедія. Екранізація роману Г'ю Лофтінга «Подорожі доктора Дулітла». Головну роль виконав Роберт Дауні (молодший). Прем'єра в Україні відбулася 9 січня 2020 року.

## Синопсис
Доктор Джон Дулітл вирушає в небезпечну подорож із завданням знайти чудодійні ліки, які мають зцілити королеву Англії. Маршрут подорожі схований у записнику його покійної дружини, вченої Лілі Дулітл. Джона супроводжують різні тварини, з якими він живе і з якими він може розмовляти, а також Томмі, який хоче стати його медичним асистентом.

## У ролях

### Люди
| Актор                   | Роль                           |
| ----------------------- | ------------------------------ |
| Роберт Дауні (молодший) | доктор Джон Дулітл             |
| Генрі Коллетт           | учень Дулітла Томмі Стаббінс   |
| Антоніо Бандерас        | король Рассулі                 |
| Майкл Шин               | доктор Блер Мухолазз (Мюдфлай) |
| Джим Бродбент           | лорд Томас Беджлі              |
| Джессі Баклі            | королева Вікторія              |
| Ральф Айнесон           | Арнелл Стаббінс дядько Томмі   |

### Тварини, озвучка
| Актор            | Роль                    |
| ---------------- | ----------------------- |
| Емма Томпсон     | араурана Полінезія      |
| Джон Сіна        | білий ведмідь Йоші      |
| Рамі Малек       | гірська горила Чі-Чі    |
| Том Голланд      | пес Джип                |
| Кумейл Нанджіані | страус Плімтон          |
| Октавія Спенсер  | качка Ляп-Ляп           |
| Крейг Робінсон   | білка Кевін             |
| Рейф Файнз       | бенгальський тигр Баррі |
| Селена Гомес     | жирафа Бетсі            |
| Маріон Котіяр    | лисиця Туту             |
| Тім Трелоар      | горбатий кит Хамфрі     |
| Скотт Менвілл    | мурахи                  |

## Український дубляж

### Інформація про дубляж
Фільм дубльовано студією «Le Doyen» на замовлення компанії «B&H Film Distribution» у 2020 році.
- Режисер дубляжу — Анна Пащенко
- Перекладач — Роман Кисельов
- Звукорежисер — Михайло Угрин
- Координатор дубляжу — Аліна Гаєвська

Ролі дублювали:
- В'ячеслав Гіндін — Дулітл
- Андрій Соболєв — Чі-Чі
- Александров Олег — Стаббінс
- Сергій Кияшко — Кевін
- Кирило Нікітенко  — Беррі
- Володимир Канівець  — Плімтон
- В'ячеслав Дудко — Йоші
- Олена Узлюк — Ляп-Ляп
- Михайло Кришталь — Рассулі
- Анастасія Жарнікова  — Бетсі
- Євген Локтіонов — Джим
- Дмитро Гаврилов — Кролик
- Сергій Чуркін — Архієпіскоп
- Ілона Бойко — Королева Вікторія
- Катерина Качан — Туту
- Олександр Ігнатуша — Стосил
- Борис Георгієвський — Дон Карпентеріно, Клайд
- Валентина Сова — Бетан
- Вероніка Лук'яненко — Леді Роуз
- Нежельський Дмитро — Сер Гарет
- Тетяна Зіновенко — Полінезія
- Ярослав Чорненький — Джеф, Артур
- Юрій Пустовіт — Арнел
- Генріх Малащинський — Арнел-молодший
- Юрій Висоцький — Лорд Беджлі
- Дмитро Тварковський  — Джеймс
- Дмитро Завадський — Мухолаз